# الوحيد والفريد بوب
الوحيد والفريد بوب هي رواية للأطفال لعام 2020 من تأليف كاثرين أبلجيت ورسم باتريشيا كاستيلاو. وهي الجزء الثاني لرواية الوحيد والفريد آيفان 2013. 

## الملخص
يحكي الجزء الثاني للرواية عن بوب، الكلب الضال الذي تعرض للإساءة والذي يصادق غوريلا تدعى آيفان وفيلة صغيرة تدعى روبي. بعد تبنيه من قبل فتاة لطيفة تدعى جوليا، يحاول بوب إعادة تعلم كيفية الوثوق بالبشر. بعد أن دمر إعصار مدينته، يهرب بوب من المنزل ويجد أخته المفقودة منذ زمن طويل، والتي كان من المفترض أنها ماتت ذات يوم.

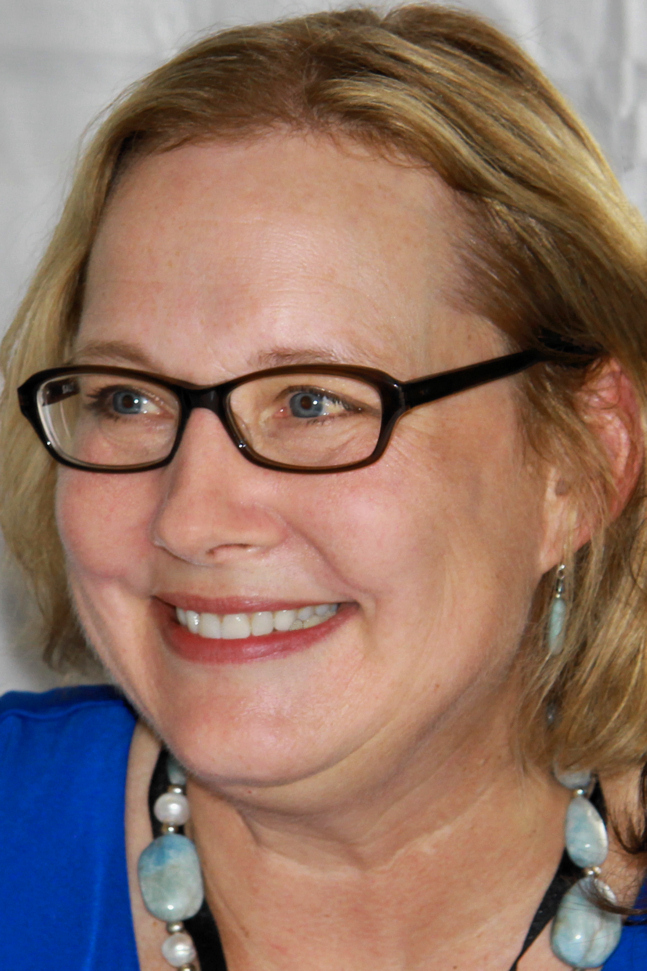
الرواية من تأليف كاثرين أبلغيت

## الاستقبال
جولي جيسيرنيك من مجلة سكول لايبري جورنال، أعطت الرواية مراجعة مميزة وكتبت أن "قصة بوب صادقة ومليئة بالمغامرة. وتضيف الرسوم التوضيحية لكاستيلاو جمالًا إضافيًا إلى القصة." أعطت ماري أيزنهارت من منظمة كومن سينس ميديا الكتاب 5 من أصل 5 نجوم، واصفة إياه بأنه "حكاية مقنعة وملهمة في نهاية  ، يرويها كلب متهور تم أسيئة معاملته سابقًا ولا يزال في حيرة من أمره بشأن كل شيء".  أعطت تقييمات كيركس لرواية مراجعة مميزة بنجمة، مشيدة "بالملاحظات والمواقف الهزلية الساخرة" للشخصية الرئيسية.
كتب ليونارد إس ماركوس من صحيفة نيويورك تايمز أن "فهم أبلجيت الأكيد لجوهر الكلب يوجه الفصول الأولى برشاقة حتى مع تحول توازن اهتمامات بوب الداخلية بشكل حاسم من إلى الإنسان مع الحديث عن الذنب والجبن والمغفرة."ومع ذلك، انتقد ماركوس تسلسل الأعاصير باعتباره لطيفًا وطويلًا بلا داع.

## أجزاء أخرى
تبع هذه الرواية الجزء الثالث الوحيد والفريد روبي في عام 2023 